# Albero Bajo
Albero Bajo là một đô thị trong tỉnh Huesca, Aragon, Tây Ban Nha. Theo điều tra dân số 2004 (INE), đô thị này có dân số là 93 người, diện tích là 22,08 km². Đô thị này nằm ở độ cao 415 m trên mực nước biển, cách Huesca 15 km, cách Vicién 9 km.